# Петтит, Эдисон
Эдисон Петтит (англ. Edison Pettit, 1889—1962) — американский астроном.

## Биография
Родился в городе Перу (штат Небраска), в 1911 там же окончил Нормальную школу. В 1911—1914 преподавал в высшей школе в Миндене (Небраска), в 1914—1918 работал в Уошбернском университете (Топика, штат Канзас) и проводил астрономические наблюдения в обсерватории университета и в Йеркской обсерватории. В 1918—1920 — сотрудник Йеркской обсерватории. В 1920—1955 работал в обсерватории Маунт-Вилсон.
Основные труды в области исследований Солнца и измерений излучения звезд и планет. Опубликовал каталог всех хорошо наблюдавшихся эруптивных протуберанцев; разработал систему классификации протуберанцев по их формам и типам активности, сформулировал закон, описывающий движение протуберанцев, одним из первых применил киносъемку для их изучения. Сконструировал интерференционный поляризационный монохроматор для наблюдений Солнца. Участвовал в экспедициях для наблюдения полных солнечных затмений в 1918, 1923, 1925, 1930, 1932. В начале 20-х годов выполнил пионерские исследования по применению вакуумной термопары в астрономии. Совместно с С. Б. Никольсоном с помощью термопары измерил излучение звезд всех спектральных типов в различных длинах волн, в том числе в инфракрасном диапазоне, и по этим данным определил болометрические величины, температуры и угловые размеры звезд. Петтит и Никольсон впервые измерили поверхностные температуры планет и Луны; установив скорость остывания поверхностного слоя Луны во время лунных затмений, определили его тепловые свойства и получили первые свидетельства наличия слоя пыли на поверхности Луны. Провел ряд визуальных, фотографических и фотоэлектрических наблюдений Юпитера, Марса и двойных звезд. Открыл новую звезду в созвездии Кормы и на протяжении многих лет вел наблюдения за её блеском. В 1947—1954 выполнил на 60- и 100-дюймовых телескопах фотоэлектрические измерения блеска большого числа слабых галактик.
В его честь назван кратер на Луне и кратер на Марсе.